# Atchison County (Kansas)
Atchison County je okres ve státě Kansas v USA. K roku 2010 zde žilo 16 924 obyvatel. Správním městem okresu je Atchison. Celková rozloha okresu činí 1 127 km². Na východě sousedí se státem Missouri.

## Sousední okresy
| Růžice kompasu | Brown County   | Doniphan County          | Buchanan County (MO) | Růžice kompasu |
| Růžice kompasu | Jackson County | Sever                    | Platte County (MO)   | Růžice kompasu |
| Růžice kompasu | Jackson County | Atchison County (Kansas) | Platte County (MO)   | Růžice kompasu |
| Růžice kompasu | Jackson County | Jih                      | Platte County (MO)   | Růžice kompasu |
| Růžice kompasu |                | Jefferson County         | Leavenworth County   | Růžice kompasu |